# Lomagramma guianensis
Lomagramma guianensis là một loài thực vật có mạch trong họ Lomariopsidaceae. Loài này được (Aubl.) Ching mô tả khoa học đầu tiên năm 1932.